# Wolf Heinrich Friedrich Karl von Baudissin
Wolf Heinrich Friedrich Karl von Baudissin, född 30 januari 1789, död 4 april 1878, var en tysk greve, diplomat och författare.
von Baudissin avslutade med biträde av Ludwig Tiecks dotter Dorothea, Schlegels Shakespeareöversättning, samt översatte engelska, franska och italienska teaterstycken. Han invaldes 1813 som ledamot av Kungliga Musikaliska Akademien i Stockholm.